# ČSD-Baureihe E 436.0
Die ČSD-Baureihe E 436.0 war eine elektrische Lokomotive der einstigen Tschechoslowakischen Staatsbahnen ČSD, welche für das mit 1500 Volt Gleichstrom elektrifizierte Netz im Prager Knoten vorgesehen war.

## Geschichte und Einsatz
Sie entstand für den Transport von Personen- und Güterzügen auf den elektrifizierten Anschlussbahnen im Prager Knoten zwischen den Bahnhöfen Smichov und Vršovice in den Jahren 1927 und 1928 von der Firma ČKD. Vom Aufbau her ist sie ausgeführt wie die 5 Jahre später erschienene DR-Baureihe E 44. Eine baugleiche Variante wurde mit geänderter Getriebeübersetzung als E 466.1 ausgeführt. Außer der größeren Höchstgeschwindigkeit von 90 km/h war diese der E 436.0 identisch.
Die Lokomotiven versahen über Jahrzehnte den Dienst auf den Verbindungslinien in Prag. Nach dem Wechsel des Stromsystems auf 3000 V Gleichstrom wurden die E 436.002 und die E 436.004 zu dem Dienst auf der Bahnstrecke Tábor–Bechyně umgesetzt, die restlichen zwei Lokomotiven wurden verschrottet. Im Mai 1967 wurde hier die E 436.002 verschrottet. Die E 436.004 versah hier, zuletzt nur noch mit drei funktionierenden Fahrmotoren, bis Ende 1972 ihren Dienst.
Danach wurde die E 436.004 in die Sammlung des Technischen Nationalmuseums in Prag aufgenommen und war ab 1983 zunächst als nichtbetriebsfähiges, ab 2002 als betriebsfähiges Exponat auf der Bahnstrecke Tábor–Bechyně zu sehen, nachdem der defekte Fahrmotor repariert wurde. Das Fahrzeug ist im Depot des Technischen Nationalmuseums Prag (NTM) in Chomutov aufbewahrt.

## Technische Merkmale
Die Lokomotive ist vierachsig mit zwei Drehgestellen, die gegenseitig mit einer Kupplung verbunden sind und an den Außenseiten Zug- und Stoßvorrichtung aufweisen. Auf die Drehgestelle stützt sich der Hauptrahmen auf Gleitplatten ab, welcher das Drehmoment mittels zwei Drehzapfen überträgt. Auf dem Rahmen befindet sich der Lokomotivkasten und davor jeweils zwei Vorbauten, die die Hilfseinrichtungen für die Kühleinrichtung und die pneumatische Einrichtung der Lokomotive beinhaltete. Die Lokomotive besitzt 2 Endführerstände und dazwischen den Maschinenraum analog der DR-Baureihe E 44. Vor der Spitze des Führerhauses ist ein Umlauf um den Vorbau herum. Die Maschine ist mit vier Gleichstrom-Reihenschlussmotoren in Tatzlagerbauart ausgerüstet. Immer zwei (1. und 3., 2. und 4.) sind dauernd in Serie geschaltet. Ihre Spannung wird über eine elektropneumatische Widerstandssteuerung mit 13 Stufen in Serie und sieben Stufen in serioparalleler Vereinigung gesteuert. Die letzte Stufe schaltet die Fahrmotoren ab.